# Batavia (ort i Argentina)
För andra betydelser, se Batavia.
Batavia är en ort i Argentina.   Den ligger i provinsen San Luis, i den centrala delen av landet, 700 kilometer väster om huvudstaden Buenos Aires. Batavia ligger 386 meter över havet och antalet invånare är 349.
Terrängen runt Batavia är mycket platt. Trakten runt Batavia är nära nog obefolkad, med mindre än två invånare per kvadratkilometer.. Närmaste större samhälle är Fortín El Patria, 15,1 kilometer öster om Batavia.
Omgivningarna runt Batavia är i huvudsak ett öppet busklandskap.